# 王子村 (鳥取県)
王子村（おうじそん）は、鳥取県西伯郡にあった村。現在の米子市の一部にあたる。

## 地理
日野川の下流右岸に位置していた。
- 河川：佐陀川[3]

## 歴史
- 1889年（明治22年）10月1日、町村制の施行により、会見郡下新印村、赤井手村、一部村、上新印村が合併して村制施行し、王子村が発足[1][2]。旧村名を継承した下新印村、赤井手村、一部村、上新印村の4大字を編成[2]。
- 1896年（明治29年）4月1日、郡の統合により西伯郡に所属[2]。
- 1898年（明治31年）赤痢が大流行し死者10数名を出した[2]。
- 1912年（明治45年）2月1日、西伯郡古豊千村、八幡村と合併し春日村を新設して廃止された[1][2]。合併後、春日村大字下新印村・赤井手村・一部村・上新印村となる[2]。

### 地名の由来
王子権現にちなむ。

## 産業
- 農業、家内工業、商業[2]